# 夕霧太夫
夕霧太夫（ゆうぎりたゆう）是京都的島原和大坂的新町的太夫。初代與吉野太夫、高尾太夫一起成為三名妓（寬永三名妓）之一。

## 夕霧大夫（初代）
生年不詳 - 延寶6年1月6日（1678年2月26日）。享年為27歲。本名為照（てる）。
傳說其出生於山城國葛野郡上嵯峨村中院（現在的京都市右京區嵯峨二尊院門前北中院町及嵯峨釋迦堂門前南中院町附近）。成為島原的置屋「扇屋」的太夫，1672年（寛文12年）當扇屋遷至大坂的新町時，成為大坂首位的太夫。
她的外貌美麗，且在藝事上才華橫溢，是著名的妓女，但在新町搬遷後不久六年便因病去世。遺體被安葬於大坂下寺町的淨國寺，大坂城裡的人們均為她的死感到惋惜。去世的日子被稱為「夕霧忌」，並成為俳句的季語。她的墓地位於淨國寺及其生家檀那寺的清涼寺塔頭地藏院（已廢寺，地藏院墓地由大覺寺塔頭的覺勝院管理），每年4月的第一個星期日都會在淨國寺舉行「花祭 夕霧太夫行列」，每年11月的第二個星期日則在清涼寺舉行「夕霧供養」。
夕霧太夫去世後，許多以她與情人藤屋伊左衛門之情的浄瑠璃和歌舞伎作品相繼問世，總稱為「夕霧伊左衛門」。例如近松門左衛門的浄瑠璃『夕霧阿波鳴渡』、浄瑠璃『廓文章』、歌舞伎『夕霧名殘的正月』及『夕霧七年忌』等。此外，與「夕霧伊左衛門」相關的墓地分別位於德島市的本行寺和和歌山市的吹上寺。

## 夕霧太夫（現代的島原太夫）
參照中村芳子。

## 關連項目
- 吉野太夫
- 高尾太夫
- 廓文章（日语：廓文章）
- 清凉寺

## 外部連結
- 淨國寺主页
- 清凉寺主页
- 覺勝院主页